# Переправа Корсака
Переправа Корсака — посёлок в Красноярском районе Астраханской области России. Входит в состав Байбекского сельсовета.

## История
В 1986 году, силами подразделения Газпром Добыча Астрахань (Министерства Газовой промышленности СССР), на территории посёлка Переправа Корсака, было начато строительство базы отдыха «Переправа Корсака».

Строительство ведомственной базы отдыха было завершено в 1990 году, и долгое время база работала исключительно для сотрудников компании Газпром добыча Астрахани и членов их семей, но после смены собственника и проведенной реконструкции вновь открылась в июле 2021 года.
База отдыха представляет собой благоустроенную территорию площадью 2,5 гектара на уникальной природной косе реки Ахтубы. В этом месте от реки Ахтуба ответвляется река Кигач, которая впадает в Каспийское море, протекая по территории Российской Федерации и Республики Казахстан. По рекам окружающим косу, на которой расположена территория базы отдыха, проходит нерестовые маршруты рыб (апрель и май), а начиная с конца июля рыбаки хвалятся уловом таких хищных рыб как Щука, Судак и Жерех.
На территории рыболовной базы отдыха «Переправа Корсака» располагаются коттеджи со всеми удобствами, административные здания, футбольное поле с искусственным покрытием и детская площадка. 
В период с 1996 по 2015 годы Переправа Корсака входила в состав Юбилейнинского сельсовета. В 2015 году посёлок вошёл в состав муниципального образования «Байбекский сельсовет».

## География
Посёлок находится в юго-восточной части Астраханской области, на левом берегу Ахтубы, у впадении в Ахтубу реки Кигач.  Уличная сеть посёлка состоит двух улиц: ул. Новая и ул. Речная.
Абсолютная высота — 24 метра ниже уровня моря

Климат умеренный, резко континентальный. Характеризуется высокими температурами летом и низкими — зимой, малым количеством осадков, а также большими годовыми и летними суточными амплитудами температуры воздуха.

## Население
| 2002 | 2010 |
| ---- | ---- |
| 27   | ↗52  |

Национальный и гендерный состав
По данным Всероссийской переписи, в 2010 году численность населения посёлка составляла 52 человека (24 мужчины и 28 женщин). Согласно результатам переписи 2002 года, в национальной структуре населения казахи составляли 81%.
| Национальность | Численность (2010) | Процент |
| -------------- | ------------------ | ------- |
| Казахи         | 38                 | 84,4%   |
| Русские        | 4                  | 8,9%    |
| Ногайцы        | 3                  | 6,7%    |
| Всего          | 45                 | 100%    |

## Транспорт
Ближайшая железнодорожная станция — ст. Бузан Приволжской железной дороги.